# Bethesda, Ohio
Bethesda là một làng thuộc quận Belmont, tiểu bang Ohio, Hoa Kỳ. Năm 2010, dân số của làng này là 1256 người.

## Dân số
- Dân số năm 2000: 1413 người.
- Dân số năm 2010: 1256 người.